# Cangzhou Mighty Lions
El Cangzhou Mighty Lions Football Club (en chino mandarín: 沧州雄狮足球俱乐部) es un club de fútbol chino. Fue fundado en 2011.

## Palmarés
- China League One (1): Subcampeones en 2014.